# Concierto para violín (Schönberg)
El concierto para violín op. 36 de Arnold Schönberg es uno de sus primeros trabajos compuestos tras emigrar a los Estados Unidos en 1933 huyendo del nazismo. La pieza fue concluida en 1936, el mismo año que el cuarteto de cuerdas n.º 4, y fue dedicada a su discípulo Anton Webern.
El estreno tuvo lugar el 6 de diciembre de 1940, y estuvo a cargo de Leopold Stokowski al frente de la Orquesta de Filadelfia, y Louis Krasner como solista, el mismo que cuatro años antes había estrenado el Concierto para  violín de Alban Berg, también discípulo de Schönberg.
Se trata de una obra dodecafónica, y de muy difícil ejecución para el solista.
Está organizada en tres movimientos según la forma de concierto tradicional:
1. Poco allegro - Vivace
2. Andante grazioso
3. Finale: Allegro

Schönberg experimenta con la estructura de la forma sonata tradicional, particularmente en el primer movimiento, donde la recapitulación aparece en forma tardía y es muy corta respecto de la longitud del desarrollo.